# Gianni Bertini
Pour les articles homonymes, voir Bertini.
Gianni Bertini est un peintre italien contemporain, né le 31 août 1922 à Pise et mort le 8 juillet 2010 à Caen.

## Biographie
À partir de 1947, Gianni Bertini produit une œuvre abstraite.
En 1950, il s'établit à Milan et s'engage dans une expression où l'emploi de la tache est largement appliqué. Ces œuvres sont présentées en octobre 1951 à la Galleria Numero de Florence. Elles constituent la première manifestation d'art informel en Italie. Elles sont connues sous le nom d'« art nucléaire. » 
Installé à Paris, sa première exposition personnelle (Galerie Arnaud)a lieu en mai 1952.
À partir de 1954, il participe au Salon de Mai. En 1957, il fait partie du groupe « Espaces imaginaires » proposé par Pierre Restany à la galerie Hélène et Henri Kamer. La même année, la galerie Kamer organise une exposition monographique de l'artiste avec catalogue. 
Il voyage beaucoup à travers l'Europe présentant des expositions personnelles à Bruxelles, Copenhague, Schiedam, Amsterdam. Il part pour les États-Unis où il travaille avec la Gres Gallery de Chicago.
En 1961, il est invité à la Konsthall de Lund (Suède) pour une importante rétrospective qui est ensuite reprise au Palais des Beaux-Arts de Bruxelles. Il se rapproche du Nouveau réalisme et en 1962 expose à la Galerie J le « Pays réel. »
De « l'appropriation » des emblèmes, photo, etc., il passe au report photographique sur toile émulsionnée et en 1965 signe le premier manifeste du Mec'art. Par la suite son travail se poursuivra dans cette voie. Il participe à « Mythologies quotidiennes », « Figuration narrative » et « Le monde en question », manifestations organisées par Gérald Gassiot-Talabot. 
Il rentre à Milan et dans les années 1970 y fonde deux revues de poésie visuelle : en 1971 «  Mec » et en 1972 « Lotta poetica. » Il séjourne ensuite à Bratislava puis revient à Paris. En 1984 une grande rétrospective lui est consacrée au Centre national des arts plastiques.
En 1991, il réalise un cycle d'œuvres sur la guerre du Golfe intitulé : « Pour ne pas oublier » et en 1992 un nouveau cycle sur « Antonin Artaud. »
Il meurt le 8 juillet 2010 à Caen et sera rapatrié en Italie et enterré à Pise selon son souhait.

## Œuvres
- Attentat à Nikiphoros, 1959, huile sur toile, 99 x 73 cm. Musée Pierre-André-Benoit, Alès.
- Sacrificio di Ifigenia, 1960, huile sur toile, 100 x 80 cm. Musée Pierre-André-Benoit, Alès.
- Scène d'émeute à Héphaïston, 1960, huile sur toile et collage sur papier journal, signée en bas à droite, contresignée, datée et titrée au dos, 131 × 89 cm. Musée d'Évreux.
- Le Singe Gagarine a dit 33, 1961, huile sur toile et collage, signée en bas à droite, contresignée, datée et titrée au dos, 100 × 81 cm. Musée d'Évreux.

Livres
Pour parler et pour causer  Edition du Castel rose 1962